# Smicroplectrus cornutus
Smicroplectrus cornutus là một loài tò vò trong họ Ichneumonidae.